# Phragmatobia mussoti
Phragmatobia mussoti är en fjärilsart som beskrevs av Charles Oberthür 1911. Phragmatobia mussoti ingår i släktet Phragmatobia och familjen björnspinnare. Inga underarter finns listade i Catalogue of Life.